# Amtsgericht Tübingen

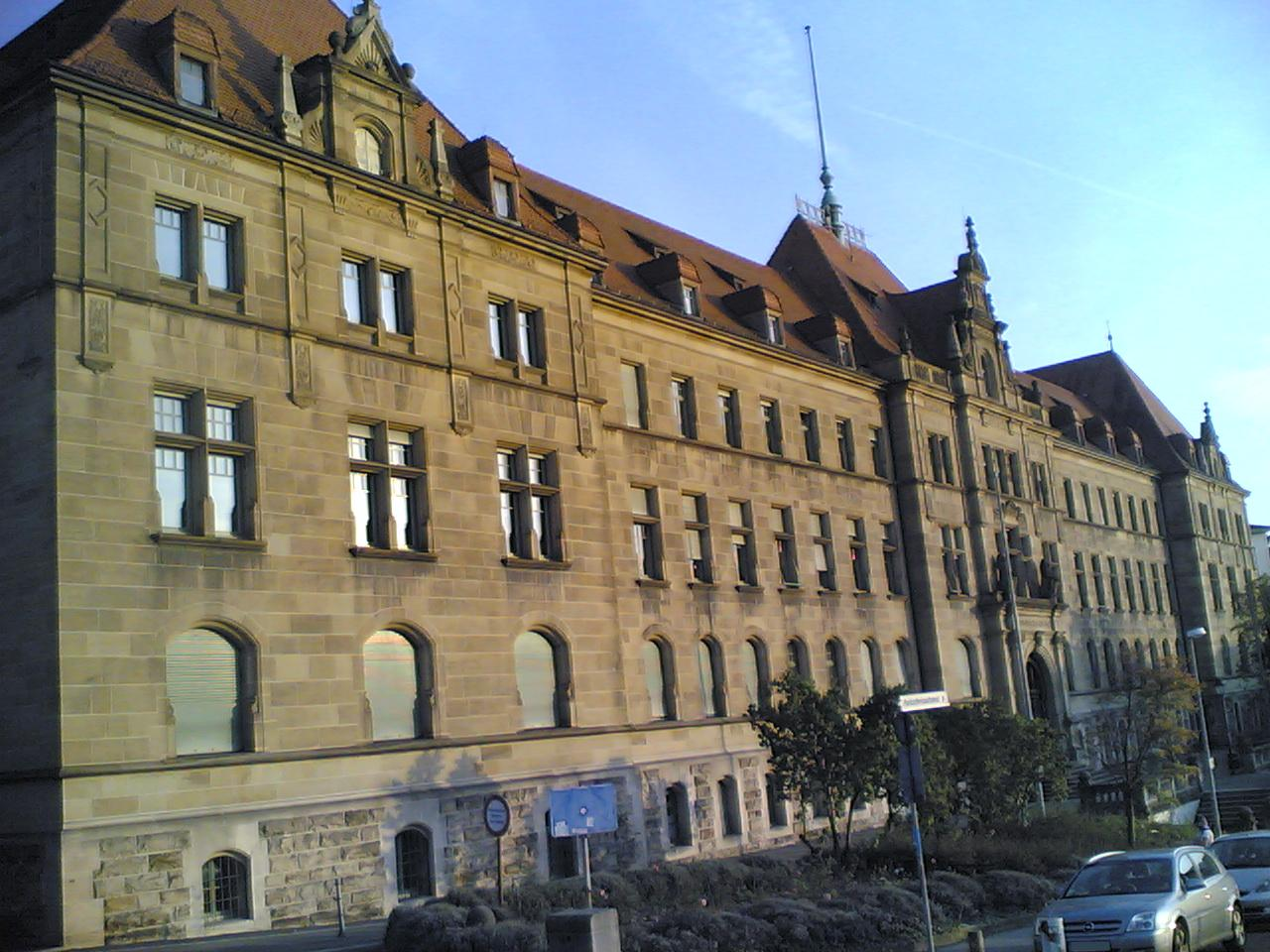
Amts- und Landgericht Tübingen

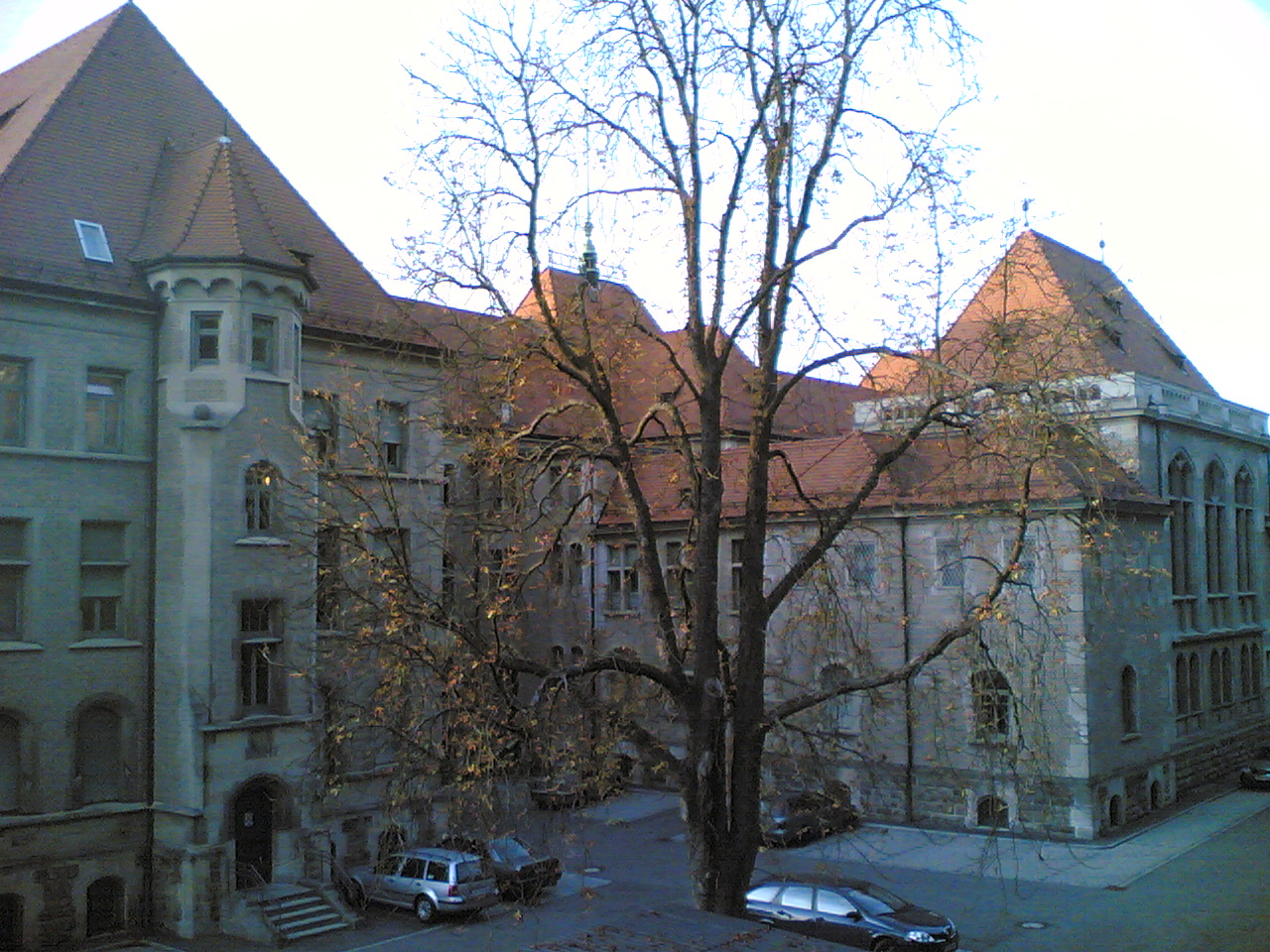
Gebäuderückseite

Das Amtsgericht Tübingen ist ein Gericht der ordentlichen Gerichtsbarkeit und eines von sieben Amtsgerichten im Bezirk des Landgerichts Tübingen.

## Gerichtssitz und -bezirk
Sachlich zuständig ist das Amtsgericht für alle erstinstanzlichen Zivil-, Familien- und Strafsachen. Zugleich ist es auch zuständig für alle Insolvenzsachen aus dem Gerichtsbezirk. Das Handels-, Genossenschafts- und Partnerschaftsregister ist hingegen beim Amtsgericht Stuttgart konzentriert.
Der Gerichtsbezirk umfasst die Städte und Gemeinden Ammerbuch, Bodelshausen, Dettenhausen, Dußlingen, Gomaringen, Kirchentellinsfurt, Kusterdingen, Mössingen, Nehren, Ofterdingen und Tübingen.
Das Landgericht Tübingen ist dem Amtsgericht Tübingen übergeordnet und ist im selben Gebäude.
Zuständige Staatsanwaltschaft ist die Staatsanwaltschaft Tübingen.

## Gebäude
Bis 1909 befand sich das Amtsgericht im Gebäude Neckarhalde 30b, das bald zu klein für den wachsenden Gerichtsbetrieb wurde. So begann man 1903 an der Kaiserstraße, der heutigen Doblerstraße, mit dem Bau eines gemeinsamen Justizgebäudes in Formen der Neorenaissance. Am 9. Oktober 1905 wurde es feierlich eingeweiht, die Baukosten betrugen mehr als eine Million Mark. Alle Tübinger Justizbehörden wurden dort untergebracht und nahmen am 16. Oktober 1905 den Dienstbetrieb auf. Noch heute ist das Amtsgericht gemeinsam mit dem Landgericht Tübingen im Justizgebäude Doblerstraße 14 untergebracht. Staatsanwaltschaft, Notariat und Grundbuchamt sind ausgelagert.
In der Außenstelle in der Schellingstraße 9–11 befinden sich, Zwangsvollstreckung, Zwangsversteigerung/-verwaltung, Insolvenz, Gerichtsvollzieher, Nachlass- und Betreuungsgericht und das
Ausbildungszentrum des Amtsgerichts.